# Instituto Ecuatoriano de Seguridad Social
El Instituto Ecuatoriano de Seguridad Social (IESS) es una entidad autónoma que forma parte del sistema de seguridad social del Ecuador y es responsable de aplicar el seguro universal obligatorio, según la Constitución de la República, vigente desde el año 2008.
La  Constitución señala que la seguridad social es un derecho irrenunciable de todas las personas. La seguridad social se rige por los principios de solidaridad, obligatoriedad, universalidad, equidad, eficiencia, subsidiaridad, suficiencia, transparencia y participación.
El Instituto Ecuatoriano de Seguridad Social es parte de la membresía de la Conferencia Interamericana de Seguridad Social, organismo internacional técnico y especializado, que tiene el objetivo de fomentar el desarrollo de la protección y seguridad social en América.

## Historia
Como parte del proceso de reforma del Estado, impulsado por el llamado régimen juliano y como consecuencia de las grandes luchas sociales y políticas de los años veinte y treinta, el Seguro Social Ecuatoriano surge en marzo de 1928, en el gobierno del doctor Isidro Ayora. Con el Decreto Ejecutivo n.º 18, publicado en el Registro Oficial n.º 590 del 13 de marzo de 1928, se crea la Caja de Jubilaciones, Montepío Civil, Retiro y Montepío Militar, Ahorro y Cooperativa, que se denominó Caja de Pensiones, la cual protegía a funcionarios del magisterio público, empleados públicos, bancarios y a militares.
La seguridad social en el Ecuador ha tenido una compleja evolución institucional, con una variedad de denominaciones que adoptaron a lo largo del tiempo, las entidades encargadas de su ejecución: Caja de Pensiones, Caja del Seguro, Caja Nacional del Seguro Social, Instituto Nacional de Previsión e Instituto Ecuatoriano de Seguridad Social. 
El 2 de octubre de 1935, mediante Decreto Supremo n.º 12 se dicta la Ley de Seguro Social Obligatorio, estableciendo su aplicación en los trabajadores del sector público y privado y la contribución de aportes bipartita: patronal y personal para la cobertura de los riesgos con beneficios de jubilación, montepío y mortuoria. La Caja de Pensiones se mantiene como institución ejecutora y bajo la dependencia jurídica del creado Instituto Nacional de Previsión.
En el año 1937, con la Ley del Seguro Social Obligatorio se crea la Caja del Seguro de Empleados Privados y Obreros y el Departamento Médico ligado a ella. El 14 de julio de 1942, se expide la nueva Ley de Seguro Social Obligatorio, en la que se establecen nuevas condiciones de aseguramiento, el financiamiento de todas las pensiones delante seguro general, con la contribución del Estado del 40 %; y se incorpora el seguro de enfermedad y maternidad entre algunos beneficios para los afiliados. 
El 19 de septiembre de 1963, mediante el Decreto Supremo n.º 517, se fusionan la Caja de Pensiones y la Caja del Seguro para crear la CAJA NACIONAL DEL SEGURO Y DEL DEPARTAMENTO MÉDICO. Mediante Decreto Supremo n.º 40, del 2 de julio de 1970, publicado en el Registro Oficial n.º 15 del 10 de julio de 1970 la Caja Nacional del Seguro Social se transforma en el Instituto Ecuatoriano de Seguridad Social (IESS). 
En 1998, la Asamblea Nacional Constituyente reformó la Constitución Política de la República y establece la permanencia del IESS como única Institución autónoma, responsable de la aplicación del Seguro General Obligatorio. El 30 de noviembre de 2001, en el Registro Oficial n.º 465 se publica la LEY DE SEGURIDAD SOCIAL.
El IESS, según lo determina la Constitución de la República del Ecuador aprobada en referendo por el pueblo ecuatoriano el 28 de septiembre de 2008, se mantiene como entidad autónoma, con personería jurídica, recursos propios distintos a los del Fisco; y con una estructura orgánica que ha ido modificándose en el transcurso de los años. Así mismo, se establecen modificaciones para separar el financiamiento y administración de las contingencias cubiertas por el seguro general obligatorio que administra el IESS. 
En el transcurso de su existencia, el IESS como la institución social más grande del país que brinda seguridad social, ha ido transformándose en el ámbito legal, social y de prestaciones. Tuvo varias etapas de evolución, hasta convertirse en una entidad, cuya organización y trabajo se fundamenta en los principios de: solidaridad, obligatoriedad, universalidad, equidad, eficiencia, subsidiariedad y suficiencia.  
En el gobierno de Rafael Correa, presidente constitucional de la República del Ecuador, el IESS también contribuye al cumplimiento de los objetivos del Plan Nacional del Buen Vivir, con el propósito de mejorar la calidad de vida de las y los ecuatorianos.    
Está pendiente la reforma de la Ley de Seguridad Social por parte de la Asamblea Nacional, la misma que deberá estar alineada a los preceptos constitucionales. 

La Ley de Seguridad tiene varios artículos reformados por la Asamblea Nacional en temas de préstamos hipotecarios, fondos de reserva, décimas cuarta y tercera pensión y sueldo, 40 % del aporte del Estado para pensiones jubilares, y reconocimiento del trabajo en el hogar.

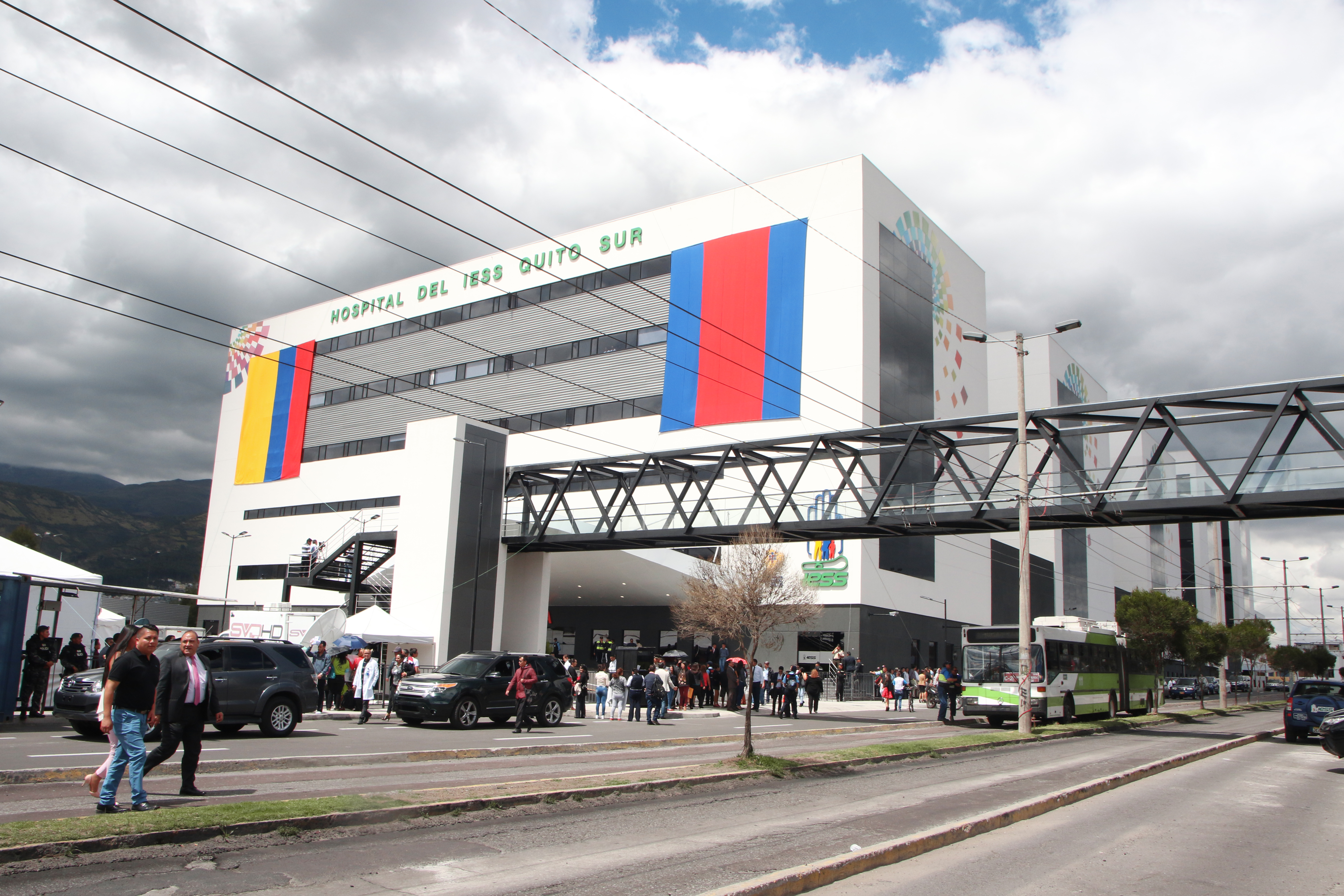

Los ingresos al IESS por aportes personales y patronales, fondos de reserva, descuentos, multas, intereses, utilidades de inversiones, contribución financiera obligatoria del Estado y los demás señalados en esta Ley, no pueden destinarse a otros fines que a los de su creación y funciones.
Las prestaciones de la seguridad social se financian con el aporte de las personas aseguradas en relación de dependencia y de sus empleadores; con los aportes de las personas independientes aseguradas; con los aportes voluntarios de las ecuatorianas y los ecuatorianos domiciliados en el exterior; y con los aportes y contribuciones del Estado.
Para el 22 de junio ante el registro de la deuda del estado con esta organización, desconocida durante el gobierno de Correa, Unidad Popular, el Frente Popular y el Frente Unitario de Trabajadores apoyo la petición de destitución de Richard Espinosa y orden de arraigo para el mismo.

## Hospitales del IESS
En Ecuador existen 185 hospitales y centros de salud que pertenecen al Ministerio de Salud Pública (MSP) como al Instituto Ecuatoriano de Seguridad Social (IESS).  Entre los cuales los más importantes son los siguientes:
- Hospital Teodoro Maldonado Carbo en Guayaquil, con 1087 camas. [6]
- Hospital Carlos Andrade Marín en Quito, con 700 camas. [7]
- Hospital José Carrasco Arteaga en Cuenca, con 317 camas.
- Hospital General del Norte de Guayaquil IESS Los Ceibos en Guayaquil con 600 camas. [8]
- Hospital General del Sur de Quito en Quito con 500 camas.

## Afiliación al IESS
La Constitución de la República, la Ley de la Seguridad Social y el Código del Trabajo, establecen la protección de la seguridad social a través de la afiliación al Seguro Social Obligatorio, de todas las personas que realizan un trabajo con relación de dependencia o sin ella, en particular:
- El trabajador en relación de dependencia.
- El trabajador autónomo.
- El profesional en libre ejercicio.
- El administrador o patrono de un negocio.
- El dueño de una empresa unipersonal.
- Trabajadores no remunerados del hogar.
- El menor trabajador independiente y,
- Los demás asegurados obligados al régimen del Seguro General Obligatorio en virtud de leyes y decretos especiales.

El empleador está obligado a registrar al trabajador, con el aviso de entrada, desde el primer día de labor y dentro de los 15 días siguientes al inicio de la relación laboral. El empleador debe informar a través del Sistema de Historia Laboral en la web del IESS la modificación de sueldos, contingencias de enfermedad, separación del trabajador (aviso de salida) u otra novedad; dentro del término de 3 días posteriores a la ocurrencia del hecho. Asimismo, pagará los aportes mensuales de cada mes, entre el primero y 15 del mes siguiente de afiliado. 

## Beneficios de estar afiliados al IESS
El afiliado y la afiliada al IESS están protegidos en la enfermedad, maternidad, desempleo, accidentes de trabajo, enfermedades profesionales, invalidez,  desempleo y cuando cumplen los requisitos para jubilarse, reciben  pensiones y/o rentas vitalicias o temporales. 
Las personas que realizan trabajos en el hogar pueden afiliarse para tener cobertura en la vejez, discapacidad, invalidez y muerte, con pensiones y auxilio de funerales.
Los derechos de los afiliados y afiliadas se extienden a los familiares, con atención médica a los hijos (as) de hasta 18 años de edad. Cuando el o la  afiliada/jubilada fallece, el IESS paga los gastos por sus funerales; quienes generan rentas mensuales para la viuda y huérfanos.
También, el IESS administra los fondos de reserva de los afiliados y afiliadas que escogieron ahorrar en la Institución, y que sirve de garantía para el préstamo quirografario. 
El fondo de cesantía se devuelve al afiliado (a) cada vez que queda desempleado (a). El valor de la cesantía sirve de garantía del préstamo quirografario.
Además, a través del banco del IESS concedemos préstamos hipotecarios, quirografarios y prendarios.

## Prestaciones y servicios
Las prestaciones y servicios se entregan a través de los cuatro Seguros especializados: salud, pensiones, seguro social campesino y riesgos de trabajo.
Prestaciones del Seguro de Salud:
- Atención médica: consulta externa y de especialización, hospitalización, cirugías, fármacos, emergencias, exámenes de diagnóstico en laboratorio e imagenología, ortesis y prótesis.
- Atención odontológica preventiva y de recuperación.
- Atención de maternidad: antes y después del parto.
- Subsidios monetarios por enfermedad y maternidad.
- Programas para el adulto mayor.

Prestaciones del Seguro de Pensiones
- Jubilación ordinaria de vejez.
- Jubilación por invalidez que incluye el subsidio transitorio por incapacidad.
- Pensiones de montepío.
- Auxilio de funerales.
- Jubilaciones especiales: a los trabajadores de telecomunicaciones,  a los de artes e industrias gráficas,  y a los zafreros.
- Rentas adicionales: ferrocarriles, magisterio fiscal y gráficos.
- Mejoras de jubilación por vejez.
- Beneficios adicionales para el pensionista: 
  - Mejor Aumento al cumplir 70 años de edad y haberse jubilado con 420 (35  años de aportes) imposiciones o más.
  - Aumento Excepcional: cuando cumple 80 años de edad y se  jubiló con 360 (30 años de aportes) imposiciones o más. Estos beneficios son excluyentes entre sí.

Prestaciones del Seguro de Riesgos de Trabajo
- Atención médica, quirúrgica, farmacológica, hospitalaria y de rehabilitación a través del Seguro de Salud Individual y Familiar.
- Provee y renueva aparatos de prótesis y ortesis, a través del Seguro de Salud Individual y Familiar.
- Reinserción laboral
- Pagos de subsidios, indemnizaciones o rentas  en forma de pensión o capital, en casos de incapacidad temporal, parcial y absoluta.
- Servicios de Prevención: estudios, análisis, evaluaciones y controles de los riesgos de trabajo, en los lugares donde se desarrolla la actividad laboral.

Prestaciones del Seguro Social Campesino
- Promoción, prevención en salud, saneamiento ambiental y desarrollo comunitario.
- Atención odontológica preventiva y de recuperación.
- Atención durante el embarazo, parto y posparto.
- Pensiones de jubilación por invalidez y vejez.
- Auxilio de funerales.

## Presidentes del Instituto Ecuatoriano de Seguridad Social
Entre 1928 a 1998, la autoridad política y administrativa de la seguridad social era ejercida por el Ministro de la cartera de Bienestar y Previsión Social. 
| Presidente              | Presidente                   | Inicio                   | Fin                      | Designante                                 | Período                   | Ref.          |
| ----------------------- | ---------------------------- | ------------------------ | ------------------------ | ------------------------------------------ | ------------------------- | ------------- |
| Alfredo Mancero Samán   | Alfredo Mancero Samán        | 10 de agosto de 1998     | 21 de marzo de 2003      | Congreso Nacional Proponente: Jamil Mahuad | Interventor (1998 - 2003) | [ 9 ] [ 10 ]  |
| Fausto Solórzano Avilés | Fausto Solórzano Avilés      | 21 de marzo de 2003      | 5 de julio de 2004       | Lucio Gutiérrez                            | 2003 - 2007               | [ 11 ]        |
| Jorge Mogollón Rojas    | Jorge Mogollón Rojas         | 23 de septiembre de 2004 | 4 de abril de 2005       | Lucio Gutiérrez                            | 2004 - 2008               | [ 12 ]        |
|                         | Eddy Sánchez Cuenca          | 4 de abril de 2005       | 20 de abril de 2005      | Lucio Gutiérrez                            | 2005 - 2009               | [ 13 ]        |
| Rubén Barberán Torres   | Rubén Barberán Torres        | 5 de mayo de 2005        | 11 de agosto de 2005     | Alfredo Palacio                            | 2005 - 2009               | [ 14 ]        |
| Raul Zapater Hidalgo    | Raul Zapater Hidalgo         | 11 de agosto de 2005     | 15 de enero de 2007      | Alfredo Palacio                            | 2005 - 2009               | [ 15 ]        |
|                         | Wellington Sandoval Córdova  | 8 de febrero de 2007     | 31 de agosto de 2007     | Rafael Correa                              | 2007 - 2011               | [ 16 ]        |
| Wagner Naranjo Burgos   | Wagner Naranjo Burgos        | 31 de agosto de 2007     | 29 de febrero de 2008    | Subrogación                                | 2007 - 2011               | [ 17 ]        |
|                         | Rubén Flores Agreda          | 29 de febrero de 2008    | 30 de mayo de 2008       | Rafael Correa                              | 2008 - 2012               | [ 18 ]        |
|                         | Ramiro González Jaramillo    | 27 de junio de 2008      | 3 de diciembre de 2012   | Rafael Correa                              | 2008 - 2012               | [ 19 ]        |
| 3 de diciembre de 2012  | Ramiro González Jaramillo    | 8 de mayo de 2013        | 2012 - 2016              | Rafael Correa                              |                           | [ 19 ]        |
|                         | Fernando Cordero Cueva       | 15 de mayo de 2013       | 31 de marzo de 2014      | Rafael Correa                              | 2013 - 2017               | [ 20 ]        |
|                         | Víctor Hugo Villacrés Endara | 31 de marzo de 2014      | 23 de marzo de 2015      | Rafael Correa                              | 2014 - 2018               | [ 21 ]        |
|                         | Richard Espinosa Guzmán      | 23 de marzo de 2015      | 24 de mayo de 2017       | Rafael Correa                              | 2015 - 2019               | [ 22 ]        |
| 24 de mayo de 2017      | Richard Espinosa Guzmán      | 5 de diciembre de 2017   | Lenín Moreno             | 2017 - 2021                                | [ 23 ]                    |               |
|                         | Jaime Garzón Rivas           | 18 de diciembre de 2017  | Lenín Moreno             | 22 de febrero de 2018                      | Interino                  | [ 24 ] [ 25 ] |
|                         | Manolo Rodas Beltrán         | 22 de febrero de 2018    | Lenín Moreno             | 5 de diciembre de 2018                     | 2018 - 2022               | [ 24 ]        |
|                         | Paúl Granda López            | 5 de diciembre de 2018   | Lenín Moreno             | 4 de mayo de 2020                          | 2018 - 2022               | [ 26 ]        |
|                         | Jorge Wated Reshuan          | 4 de mayo de 2020        | Lenín Moreno             | 8 de marzo de 2021                         | 2020 - 2024               | [ 27 ]        |
|                         | Carlos Luis Tamayo Delgado   | 15 de marzo de 2021      | Lenín Moreno             | 24 de mayo de 2021                         | 2021 - 2025               | [ 28 ]        |
|                         | Jorge Madera Castillo        | 7 de junio de 2021       | 15 de septiembre de 2021 | Guillermo Lasso                            | 2021 - 2025               | [ 29 ]        |
|                         | Francisco Cepeda Pazmiño     | 15 de septiembre de 2021 | 21 de junio de 2022      | Guillermo Lasso                            | 2021 - 2025               | [ 30 ]        |
|                         | Alfredo Ortega Maldonado     | 21 de junio de 2022      | 20 de diciembre de 2023  | Guillermo Lasso                            | 2022 - 2026               | [ 31 ]        |
|                         | Eduardo Peña Hurtado         | 20 de diciembre de 2023  | 30 de mayo de 2025       | Daniel Noboa                               | 2023 - 2027               | [ 32 ] [ 33 ] |
|                         | Edgar José Lama von Buchwald | 3 de junio de 2025       | En el cargo              | Asamblea Nacional (Terna de Daniel Noboa)  | 2025 - 2029               | [ 34 ]        |